# DAF 600
El DAF 600 es un pequeño coche familiar que fue el primer coche de pasajeros de producción de DAF: fue presentado por primera vez en el Salón del Automóvil de Ámsterdam en febrero de 1958 y estuvo en producción para 1959, aunque la firma había publicado los primeros detalles del coche a finales de 1957. Estuvo disponible hasta 1963.
El 600 fue el primer coche de producción después del Clyno de la década de 1920 en tener un sistema de transmisión variable continua (CVT) - el innovador Variomatic de DAF. El Variomatic de DAF emplea la velocidad del motor, vía contrapesos, para cambiar la transmisión y se ve reforzada por un colector de vacío del motor. Es el único coche jamás construido que aumentaba la velocidad por el simple hecho de levantar el acelerador suavemente y gradualmente una vez alcanzada la velocidad máxima. Este aumento del vacío del colector del motor ayudaba al cambio variable de las poleas a una mayor relación, así aunque las revoluciones por minuto del motor no fueran modificadas la transmisión aumentaba la velocidad del vehículo. En el caso del DAF 600, de 60 mph (97 km/h) a 70 mph (110 km/h) con suficiente tiempo y una carretera nivelada.
El Variomatic también permitía aumentar el frenado del motor operando un interruptor en el tablero que revertía la acción de vacío en el diafragma de las poleas, persiguiendo una menor relación con un aumento del colector de vacío.

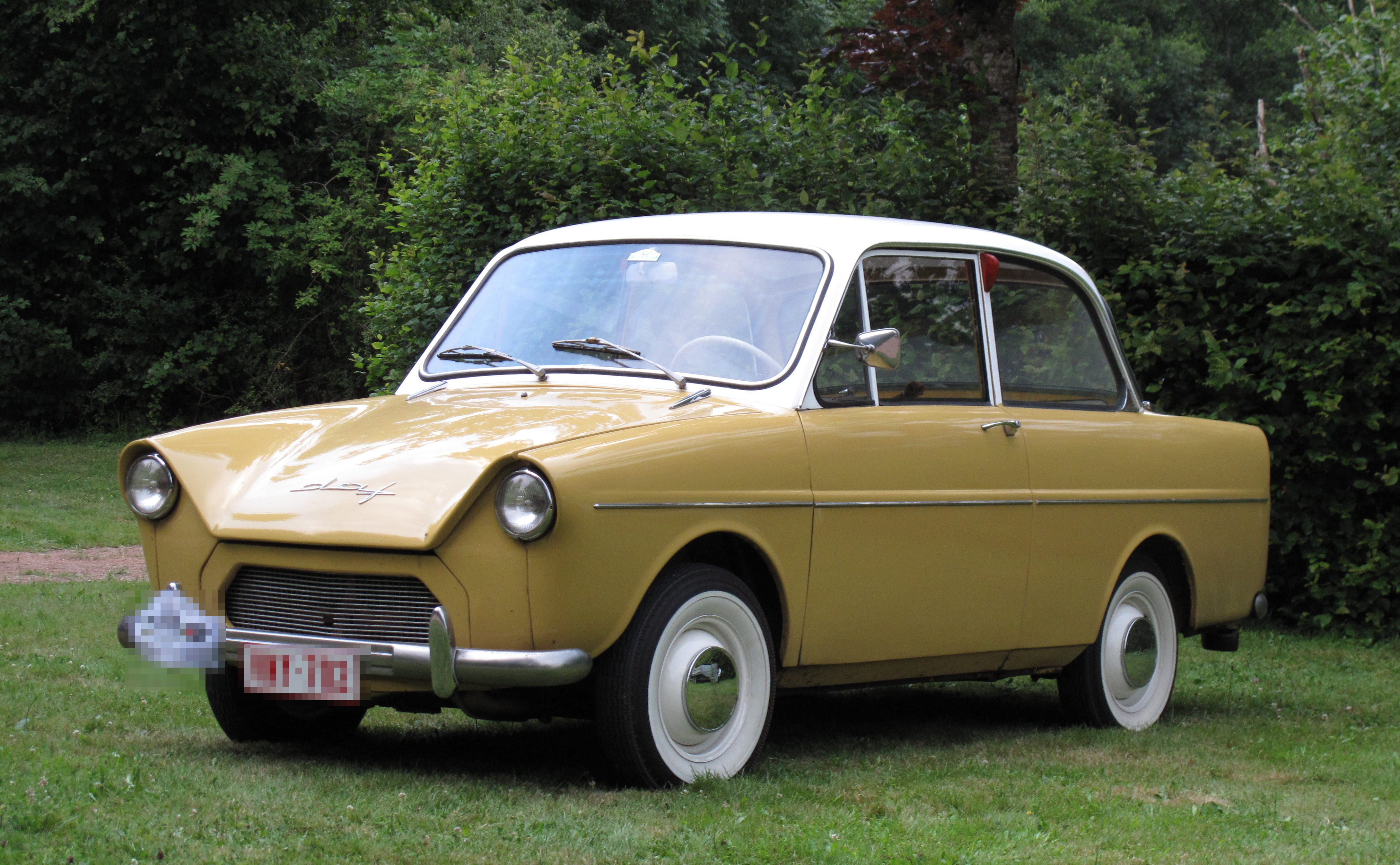
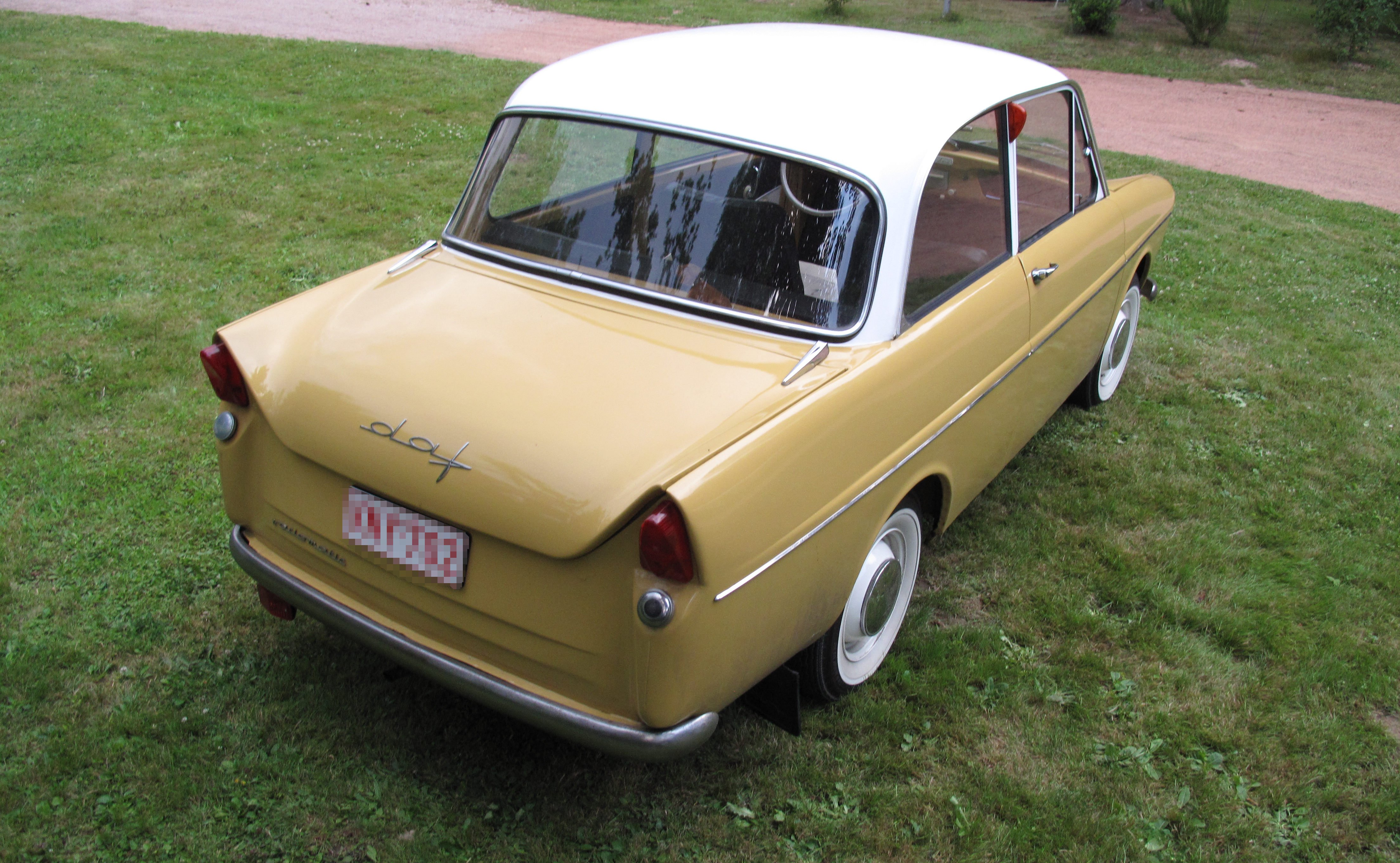